# Oda radosti
Oda radosti (nemško Ode »An die Freude«) je leta 1785 napisal nemški pesnik Johann Christoph Friedrich Schiller. Najbolj znano uglasbitev besedila vsebuje četrti stavek Devete simfonije Ludwiga van Beethovna (za soliste, zbor in orkester, 1824), pri čemer je bilo nekaj vrstic besedila spremenjenih. Avtorja manj znanih uglasbitvev besedila sta Franz Schubert (za vokal in klavir, 1815) in Peter Iljič Čajkovski (za soliste, zbor in orkester – ruski prevod besedila, 1865).
Leta 1908 je Henry vn Dyke na Beethovnovo melodijo napisal besedilo krščanske hvalnice Hvalnica radosti (Hymn to Joy).
Besedilo tako Schillerjevega izvirnika kot Beethovnovih popravkov v nemščini in angleščini lahko najdemo v angleški Wikipediji.
Leta 1972 je Svet Evrope Odo radosti v orkestrski priredbi avstrijskega dirigenta Herberta von Karajana razglasil za evropsko himno, leta 2003 pa je bila tudi uradno razglašena za himno Evropske unije. Zaradi množice jezikov na ozemlju unije za himno velja le Beethovnova melodija brez besedila.

## Besedilo
Poševna pisava označuje besede, ki jih je napisal Beethoven sam in niso del pesnitve.
| Nemški izvirnik (F. Schiller: Ode »An die Freude«) O Freunde, nicht diese Töne! Sondern laßt uns angenehmere anstimmen und freudenvollere. Freude! Freude, schöner Götterfunken Tochter aus Elysium, Wir betreten feuertrunken, Himmlische, dein Heiligtum! Deine Zauber binden wieder Was die Mode streng geteilt; Alle Menschen werden Brüder, Wo dein sanfter Flügel weilt. Wem der große Wurf gelungen, Eines Freundes Freund zu sein; Wer ein holdes Weib errungen, Mische seinen Jubel ein! Ja, wer auch nur eine Seele Sein nennt auf dem Erdenrund! Und wer's nie gekonnt, der stehle Weinend sich aus diesem Bund! Freude trinken alle Wesen An den Brüsten der Natur; Alle Guten, alle Bösen Folgen ihrer Rosenspur. Küsse gab sie uns und Reben, Einen Freund, geprüft im Tod; Wollust ward dem Wurm gegeben, Und der Cherub steht vor Gott. Froh, wie seine Sonnen fliegen Durch des Himmels prächt'gen Plan, Laufet, Brüder, eure Bahn, Freudig, wie ein Held zum Siegen. Seid umschlungen, Millionen! Diesen Kuß der ganzen Welt! Brüder, über'm Sternenzelt Muß ein lieber Vater wohnen. Ihr stürzt nieder, Millionen? Ahnest du den Schöpfer, Welt? Such' ihn über'm Sternenzelt! Über Sternen muß er wohnen. | Slovenski prevod (1. različica, prev. Smiljan Samec) O, bratje, nikar teh zvokov, temveč vse bolj milo pesmico zapojmo, in vse bolj radostno! Radost! Radost, od Boga nam dana hčerka ti Elizijska! V tempelj, kjer si nam prižgana, stopamo, Božanstvena! Združil čar nam tvoj bogat je, kar razbil je kruti čas; vsi ljudje ljudem so bratje, če jim ti zvedriš obraz. Komur je naključje dalo, da ima prijatelja, kdor dobil je ženko zalo, naj veselju duška da! Srečen, kdor ima na zemlji eno samo dušico; kdor pa sam trpiš, ne jemlji naše sreče nam za zlo! Radost pije vsako bitje z grudi, ki jih zemlja da; vsak, kdor dober in odkrit je, radosti sladkost pozna. Radost daje vinsko trto, daje nam prijatelja; črv ima k nji pot odprto kakor kerub do Boga! Z njo kot božje sonce smelo hodi čez nebesni svod, pojdi, človek, svojo pot k zmagi kot junak veselo! Naj objamem milijone! Naj poljubim božji svet! Bratje, čez nebo razpet Bog, naš oče, ne zatone! Mar se treseš, zemlja siva, slutiš, kaj je stvarnik, svet? Išči med svetovi sled: nad zvezdami on prebiva! | Slovenski prevod (2. različica, avtor prevoda Pavel Oblak) Radost, od Boga edina hčerka ti Elizijska! V tvoje hrame nas stopinja vodi, o Božanstvena! Tvoji čari časa teku so pregnali kruto noč. Človek spet je brat človeku, kadar veje tvoja moč. Komur se usoda smeje, da mu je prijatelj zvest; če se ob ženici greješ, rad zavriskal bi do zvezd. Res je srečen, kdor ob duši svojo dušo si poji; če pa sam je, naj ne ruši, česar vsak deležen ni. |